# Лаабус, Рейо
Рейо Лаабус (эст. Reio Laabus; 14 марта 1990, Тарту) — эстонский футболист, полузащитник.

## Биография
Воспитанник футбольной школы «Таммека» (Тарту). С 2007 года начал играть на взрослом уровне за резервные составы своего клуба. В основном составе «Таммеки» дебютировал в высшем дивизионе Эстонии 7 марта 2009 года в матче против таллинского «Калева». С 2009 года на протяжении трёх сезонов был игроком стартового состава тартуского клуба.
В конце 2011 года вместе с ещё двумя игроками «Таммеки», Майтом Тоомом и Альбертом Просой, перешёл в таллинскую «Флору». В составе «Флоры» стал бронзовым призёром чемпионата страны (2012) и обладателем Кубка Эстонии (2012/13). В чемпионате в первом сезоне сыграл всего 13 матчей (из них лишь один — полностью). В 2013 году провёл 27 матчей, из них 9 полностью, однако «Флора» в этом сезоне не попала в призовую тройку. Также сыграл 3 матча в еврокубках. По окончании сезона 2013 года контракт с игроком был расторгнут.
В 2014 году Лаабус вернулся в «Таммеку», где провёл полсезона. Затем вместе с земляком Сиймом Тенно перешёл в немецкий клуб «Ноймюнстер», выступавший в региональной лиге «Север», сыграл 24 матча в сезоне 2014/15. Летом 2015 года снова вернулся в «Таммеку», несколько сезонов был регулярным игроком стартового состава, однако его клуб не был успешен в чемпионате. Финалист Кубка Эстонии 2016/17.
По состоянию на конец 2021 года сыграл более 300 матчей в высшем дивизионе Эстонии.
Выступал за юниорские и молодёжные сборные Эстонии. Участник Кубка Содружества 2012 года.

## Достижения
- Бронзовый призёр чемпионата Эстонии: 2012
- Обладатель Кубка Эстонии: 2012/13
- Финалист Кубка Эстонии: 2016/17